# Adrian Fuladdjusch
Adrian Fuladdjusch (* 6. Dezember 1987) ist ein deutscher Handballtrainer, der den deutschen Bundesligisten TSG Ketsch trainierte.

## Karriere
Fuladdjusch trainierte zwischen 2005 und 2009 den TSV Mannheim, zwischen 2009 und 2011 die TSG Ketsch sowie zwischen 2011 und 2013 die SG Heidelsheim/Helmsheim. Anschließend schloss er sich der HSG Bensheim/Auerbach an. Bei der HSG Bensheim/Auerbach war er als hauptamtlicher Trainer und Jugendkoordinator tätig. Bei der HSG betreute er unter anderem die A-Jugend, die in der Jugendbundesliga antrat.
Fuladdjusch war ab dem Jahr 2015 bei der TSG Ketsch als Geschäftsführer und Trainer tätig. Unter seiner Leitung stieg die 2. Damenmannschaft der TSG Ketsch zwei Mal auf und trat ab der Saison 2017/18 in der 3. Liga an. Im Februar 2020 übernahm er das Traineramt der Bundesligamannschaft der TSG Ketsch. Im Sommer 2021 wechselte Fuladdjusch zum Buxtehuder SV, bei dem er die A-Jugendmannschaft sowie die 2. Damenmannschaft, die in der 3. Liga antritt, übernahm. Weiterhin fungiert er beim BSV als Co-Trainer der Bundesligamannschaft.